# Empoasca suata
Empoasca suata är en insektsart som beskrevs av Irena Dworakowska 1997. Empoasca suata ingår i släktet Empoasca och familjen dvärgstritar.
Artens utbredningsområde är Madagaskar. Inga underarter finns listade i Catalogue of Life.